# Грантиньш, Линардс
Ли́нардс Гра́нтиньш (латыш. Linards Grantiņš, род. 1950) — латвийский диссидент и общественный деятель, один из основателей организации Хельсинки-86.

## Биография
Родился в окрестностях Омска, куда родители были высланы в 1949 году. Указанная в паспорте дата рождения — 17 ноября, однако согласно воспоминаниям матери Грантиньша её сын родился 22 августа. Вернулся в Латвию в 1956 году. Окончил Па́донскую среднюю школу (нынешний Дурбский край) и профессионально-техническое училище в Лиепае по специальностям «шофёр» и «плотник». Работал в Лиепае водителем автобуса, мастером-ювелиром, контролёром газовых счётчиков.
В 1986 г. стал одним из основателей правозащитной группы «Хельсинки-86». С 21 августа 1986 г. до 4 марта 1987 г. находился под арестом в тюрьме. В мае был арестован повторно. В 1988 г. получил разрешение эмигрировать из СССР, обосновался в Мюнстере, работал шофёром-дальнобойщиком.
После восстановления независимости Латвии вернулся на родину. В 1996 году награждён орденом Трёх Звёзд.
В 2006 году выступил соучредителем общественной группы Народный трибунал Латвийской республики (латыш. Latvijas Republikas Tautas tribunāls), заявившей о своём моральном праве выносить приговоры за «антигосударственную деятельность», вплоть до высшей меры наказания.
В 2013 году депутат Сейма В. Агешин безуспешно просил полицию и прокуратуру возбудить против Грантиньша уголовный процесс за угрозы.
В июле 2015 года Грантиньш был задержан в Латвии по уголовному делу о разжигании национальной ненависти и розни. В связи с обстоятельствами задержания (в день задержания Грантиньш был доставлен в больницу с травмой) защитник Грантиньша потребовал завести уголовное дело, ссылаясь на чрезмерное применение силы полицией.